# 183 Istria
183 Istria eller 1948 CG är en asteroid i asteroidbältet, upptäckt 8 februari 1878 av den österrikiske astronomen Johann Palisa i Pula, Kroatien. Asteroiden har fått sitt namn efter halvön Istrien, där upptäckten gjordes.